# Kolonie Newfoundland
De Kolonie Newfoundland was een Engelse en later Britse kolonie. Ze werd gesticht in 1610 op het gelijknamige eiland voor de Atlantische kust van Canada, in wat nu de Canadese provincie Newfoundland en Labrador is. Dat volgde op decennia van sporadische seizoensgebonden Engelse nederzetting op het eiland, dat belangrijk was vanwege de rijke visserij. Ook de kusten van het op het vasteland gelegen Labrador behoorden tot de Kolonie Newfoundland.
David Kirke was vanaf 1638 de eerste gouverneur van heel Newfoundland, nadat hij ook de eerder bestaande Kolonie Avalon overnam. Doorheen de latere 17e eeuw en vooral 18e eeuw stichtten de Britten geleidelijk aan permanente nederzettingen.
In 1824 werd Newfoundland officieel een kroonkolonie. In 1832 werd de Algemene Vergadering van Newfoundland opgericht en in 1854 kreeg de kolonie volledig zelfbestuur (responsible government). In 1907 werd het gebied omgevormd tot het Dominion Newfoundland.
De hoofdstad van de kolonie, St. John's, brandde zowel in 1846 als in 1892 grotendeels af. St. John's telt nog enkele belangrijke overblijvende bouwwerken uit de koloniale, waaronder de Sint-Johannes de Doperbasiliek en Cabot Tower.